# 布雷茲諾區
48°48′N 19°45′E / 48.800°N 19.750°E

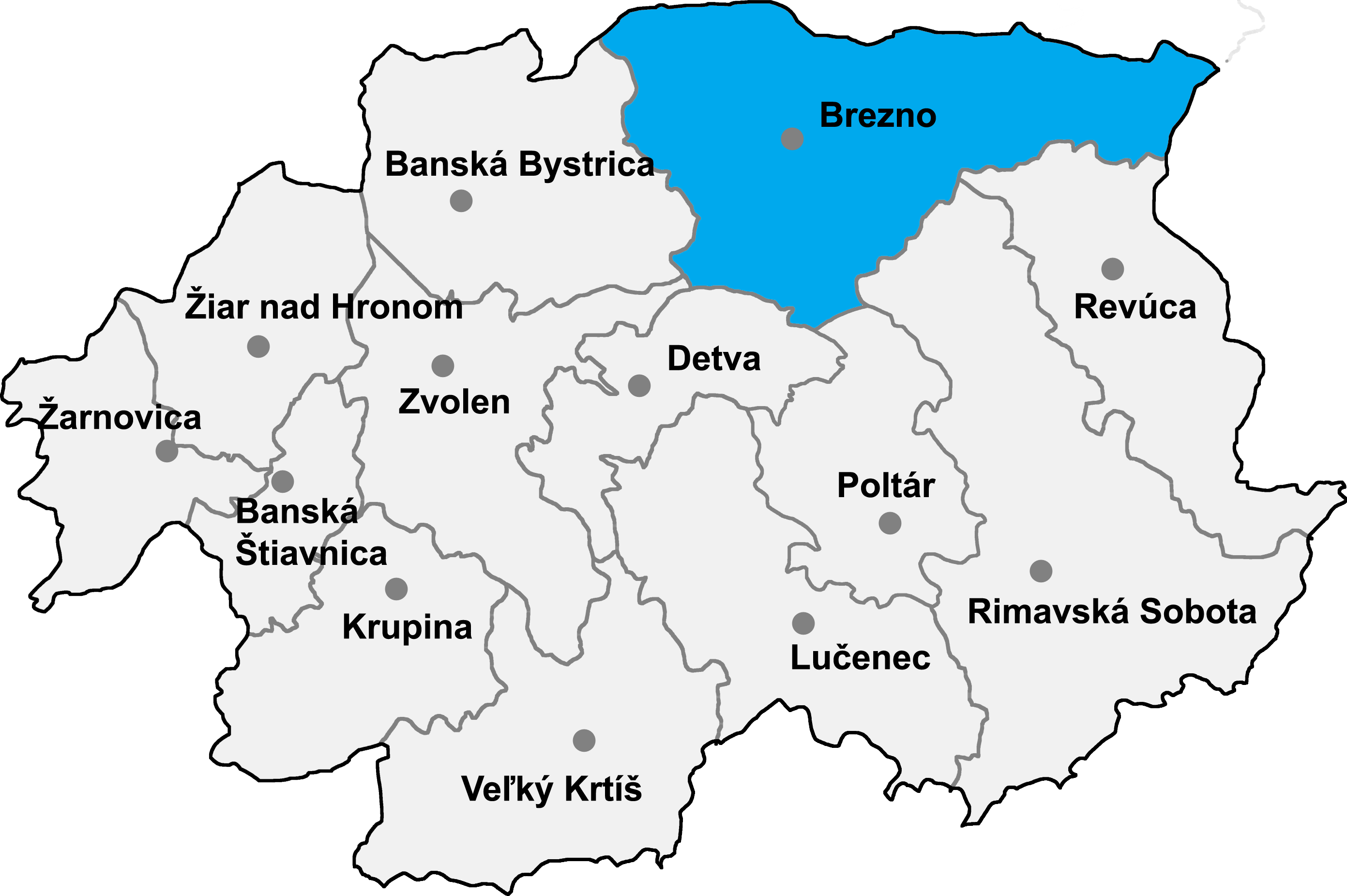

布雷茲諾區，是斯洛伐克的一個區，位於該國中部，由班斯卡-比斯特里察州負責管轄，面積1,265平方公里，2001年該區人口65,785，人口密度每平方公里52人。